# Regional Transportation District

RTD:s logotyp.

Regional Transportation District, som brukar kallas RTD, skapades 1969 och är den regionala myndighet som verkar för kollektivtrafik i åtta av de tolv länen i Denver-regionen i Colorado, USA. Det fungerar över ett område av 6 100 kvadratkilometer, som betjänar 2,87 miljoner människor. RTD styrs av en offentligt vald styrelse med 15 medlemmar. Styrelseledamöter väljs för en mandatperiod på fyra år, och utgör ett särskilt område av omkring 180 000 väljare.